# Середній (притока Стрию)
Середній (пол. Seredny) — гірський потік в Україні, у Стрийському районі Львівської області. Лівий доплив Стрию (басейн Дністра).

## Опис
Довжина потоку 6 км, найкоротша відстань між витоком і гирлом — 5,20 км, коефіцієнт звивистості потоку — 1,15. Формується багатьма гірськими струмками. Потік тече у межах Сколівських Бескидів (частина Українських Карпат).

## Розташування
Бере початок з-під гори Погар (719 м). Тече переважно на південний схід листяним лісом і біля селища Верхнє Синьовидне впадає у річку Стрий, праву притоку Дністра.

## Притоки
- Берчівець (ліва).